# 불로초등학교
불로초등학교는 대한민국 광주광역시 남구 봉선동 2동에 있는 2005년에 개교한 공립 초등학교이다.

## 학교 연혁
- 2004. 12. 29 불로초등학교 설립 조례 안 통과
- 2005. 03. 01 불로초등학교로 개설(12학급)
- 2005. 03. 01 제1대 교장 백승엽 교장 취임
- 2005. 05. 06 불로초등학교 개교
- 2005. 09. 01 3학급 증설 (15학급)
- 2006. 02. 17 제1회 졸업식 96명 졸업 / 학생수 남 254명 여 236명 계 490명
- 2006. 03. 01 3학급 증설 (18학급)
- 2007. 02. 13 제2회 졸업식 121명 졸업, 총217명 / 학생수 남 340명 여 325명 계 665명
- 2007. 03. 01 6학급 증설(24학급)
- 2008. 02. 19 제3회 졸업식 172명 졸업, 총389명 / 학생수 남 393명 여 395명 계 788명
- 2006. 03. 01 ~ 2009. 02. 28 산림청 지정 생명의 숲 시범학교 운영
- 2008. 03. 01 5학급 증설(29학급)
- 2008. 03. 01 제2대 교장 이혜숙 교장 취임
- 2009. 02. 12 제4회 졸업식 161명 졸업, 총550명 / 학생수 남 416명 여 382명 계 798명
- 2009. 03. 01 1학급 증설(30학급)
- 2009. 03. 01 ~ 2011. 02. 28 광주광역시교육청 지정 아름다운 학교 가꾸기 시범학교 운영
- 2010. 02. 11 제5회 졸업식 192명 졸업, 총742명 / 학생수 남 492명 여 480명 계 972명
- 2011. 02. 18 제6회 졸업식 200명 졸업, 총942명 / 학생수 남 461명 여 432명 계 893명
- 2011. 03. 01 2학급 증설(32학급)
- 2013. 03. 01 제3대 교장 임만근 교장 취임
- 2015. 02. 13 제10회 졸업식 145명 졸업
- 2015. 03. 01 제4대 교장 이흥홍 교장 취임